# Telebingo
Telebingo was een spelprogramma van de AVRO dat wekelijks op maandagavond van 19 november 1979 tot en met 11 februari 1980 en op vrijdagavond van 21 november 1980 tot en met 13 februari 1981 werd uitgezonden. Het werd gepresenteerd door Mies Bouwman en geproduceerd door Fred Oster. Het programma werd spectaculair doordat de hoofdprijs een auto was, in die tijd was dat heel bijzonder. Het programma duurde van 20:30 tot 21:30 uur en werd 13 weken lang elke week uitgezonden telkens vanaf een andere locatie. In totaal zijn er door de AVRO 2 seizoenen uitgezonden.
De leuze van het eerste seizoen was "Spelen en laten spelen". De opbrengst was 24 miljoen gulden (10,9 miljoen euro)
In het tweede seizoen was de leus "Spelen helpt velen". De opbrengst was 36,25 miljoen gulden (16,45 miljoen euro)
Alle opbrengsten waren voor goede doelen.
De opzet van het programma was heel eenvoudig. De "knoppenkast" had alleen blinde toetsen. De stand van de toetsen werd elke uitzending veranderd. Op een groot scorebord waren de getallen te zien. Door een aantal bekende Nederlanders of buitenlanders werd op het knoppenpaneel gedrukt om de winnende nummers te trekken. Er werden 45 getallen getrokken er iedereen die binnen die reeks alle getallen op zijn bingokaart had staan had een prijs gewonnen. Hierna kon iedereen in de zaal doorspelen. Er werden extra getallen getrokken totdat er vier kandidaten waren die bingo hadden. Tevens werd er een foto getoond die genomen was in de plaats waar die week de uitzending vandaan kwam. Als deze persoon zich binnen de tijd van de uitzending meldde mocht hij of zij ook met het eindspel meedoen. De winnaar van het eindspel moest 3 vragen beantwoorden en kon hiermee een auto winnen. Als een van de vragen fout beantwoord werd, kon men nog een troostprijs winnen.
Daarnaast traden er ook artiesten op, veelal degenen die daarvoor op de knoppen hadden gedrukt. Ook kende het programma enkele primeurs, zo trad op 4 februari 1980 Willy Alberti op met zijn ode aan de af te treden koningin Juliana met het nummer Juliana bedankt! 
De opbrengst van de loten gingen naar een aantal goede doelen.  
In het televisieseizoen 1989-1990 keerde Telebingo nog korte tijd terug bij de KRO en werd toen gepresenteerd door Carl Huybrechts. Edvard Niessing was voice-over bij dit laatste seizoen.